# Николай Бухарин
Николай Иванович Бухарин (на руски: Никола́й Ива́нович Буха́рин) е болшевишки революционер и интелектуалец, а по-късно съветски политик и партиен деятел. Академик и член на Академията на науките на СССР.

## Биография
Роден през 1888 г. в семейство на учители. По-голямата част на своето детство прекарва в Москва и в Кишинев. През 1906 г. се присъединява към болшевиките. Година по-късно завършва гимназиалното си образование и постъпва в Московския университет където следва икономика.
Нелегалната дейност на Бухарин става известна на царската тайна полиция. През юни 1911 г. е арестуван и заточен в Архангелска област. Успява да избяга първоначално в Германия, а по-късно се прехвърля в Австро-Унгария.
Във Виена през 1913 г. се запознава със Сталин, на когото помага като преводач. В периода 1914 – 1915 г. развива своята теория за империализма. През 1915 г. написва своя труд „Световната икономика и империализма“, в който анализира особеностите на капитализма в началото на 20 век.
След избухването на Първата световна война е принуден да напусне Австро-Унгария. Живее в Швейцария, Лондон, Стокхолм.
През 1916 г. се озовава в САЩ, където се запознава с Лев Троцки, с когото редактира вестник „Нов свят“.
След февруарската революция от 1917 г. Бухарин решава да се завърне в Русия. Вече в родината е избран в ЦК на болшевишката партия. Освен това става и главен редактор на партийния орган „Правда“. По повод на сключването на Брест-Литовския договор Бухарин става противник на мирния договор с Германия.
След смъртта на Ленин Бухарин става член на Политбюро. По това време Бухарин е близки отношения със Сталин, с когото даже са на „ти“. През 1926 г. е назначен за председател на Комунистическия интернационал (Коминтерна).
Две години по-късно обаче Бухарин се противопоставя на Сталиновата политика на колективизация на земеделието, поради което е изключен от Политбюро и свален от председателството на Коминтерна.
От 1929 г. Бухарин е начело на т.нар. вътрешна комунистическа опозиция. За разлика от троцкистите обаче Бухарин остава в партията и става ръководител на Икономическия институт за индустриални изследвания.
Бухарин е съставител на конституцията на СССР от 1936 г. която често е наричана „Сталиновата конституция“.
В началото на 1937 г. Бухарин е обект на целенасочена кампания за неговото политическо и физическо ликвидиране. Скалъпен е процес за шпионаж срещу него и е осъден на смърт и разстрелян на 15 март 1938 г.